# Serafin (Cziczagow)
Serafin, imię świeckie Leonid Michajłowicz Cziczagow (ur. 9 czerwca lub 9 stycznia 1856 w Petersburgu, zm. 11 grudnia 1937 w Butowie) – metropolita Rosyjskiego Kościoła Prawosławnego, święty prawosławny, jeden z Soboru Świętych Nowomęczenników i Wyznawców Rosyjskich.
Pochodził z rodziny o tradycjach wojskowych. W dzieciństwie został oddany do Korpusu Paziów, a po ukończeniu nauki w szkole wojskowej został oficerem artylerii. Pod wpływem doświadczeń z wojny rosyjsko-tureckiej 1876–1878 oraz spotkań z Janem Kronsztadzkim postanowił odejść ze służby i zostać duchownym. Po śmierci żony wstąpił do Ławry Troicko-Siergijewskiej, po czym pełnił kolejno obowiązki przełożonego monasterów Spaso-Jewfimiejewskiego w Suzdalu i Zmartwychwstania Pańskiego w Istrze. W 1905 został biskupem Suchumi, przenoszony następnie na katedry orłowską i twerską, odwołany z urzędu w 1917 przez zjazd duchowieństwa i świeckich z powodów politycznych. Członek Związku Narodu Rosyjskiego, konserwatysta, w okresie poprzedzającym obalenie caratu działacz monarchistyczny.
W 1928 mianowany metropolitą leningradzkim i gdowskim; w 1933 odszedł w stan spoczynku. Cztery lata później aresztowany, skazany na śmierć i rozstrzelany.

## Życiorys

### Dzieciństwo i służba wojskowa
Leonid Cziczagow urodził się w rodzinie szlacheckiej o tradycjach wojskowych, wywodzącej się z regionu Kostromy. Jego pradziadek uczestniczył w badaniach Oceanu Arktycznego w czasie rządów carycy Katarzyny II, zaś dziadek, admirał Paweł Cziczagow walczył w wojnie francusko-rosyjskiej w 1812. Ojciec przyszłego świętego, Michaił Nikiforowicz Cziczagow, był pułkownikiem artylerii, żonatym z Marią Nikołajewną. Leonid Cziczagow został ochrzczony 20 października 1856 w wojskowej cerkwi św. Aleksandra Newskiego przy Michajłowskiej szkole wojskowej.
Ukończył carski Korpus Paziów. W 1875 złożył z wyróżnieniem końcowe egzaminy i otrzymał stopień porucznika. Został wcielony do pierwszej baterii Jego Wysokości konno-artyleryjskiej brygady gwardii. W tym stopniu walczył w wojnie rosyjsko-tureckiej (1876–1878), uczestnicząc m.in. w bitwie pod Plewną, otrzymując za odwagę Krzyż Zasługi Wojskowego orderu Świętego Jerzego.
W 1878, po zakończeniu działań wojennych, Leonid Cziczagow wrócił do Petersburga. Spotkał tam znanego w całej Rosji duchownego, Jana Kronsztadzkiego. Po rozmowie z kapłanem młody oficer uznał go za swój moralny autorytet, pozostawał z nim w kontakcie i podejmował ważniejsze decyzje jedynie posiadając na nie błogosławieństwo Jana. W roku następnym Leonid Cziczagow ożenił się z Natalią Dochturową. Z tego związku przyszły na świat córki Wiera, Natalia, Leonida i Jekatierina. Rodzina Cziczagowych odznaczała się, na tle innych arystokratycznych związków, głęboką religijnością.
Jako oficer Leonid Cziczagow otrzymał również szereg odznaczeń zagranicznych, w tym Legię Honorową (za udział, jako specjalista ds. artylerii, w manewrach sprzymierzonej z rosyjską armii francuskiej) oraz ordery rumuńskie, greckie, bułgarskie i czarnogórskie. W 1881 otrzymał awans na sztabs-kapitana. W czasie służby wojskowej opublikował Pamiętnik Cara – Wyzwoliciela w Dunajskiej Armii, Francuską artylerię w 1882 roku (na podstawie doświadczeń z manewrów), Przykłady z minionej wojny 1877–1878. Wspierał finansowo sobór św. Sergiusza z Radoneża w Klemieniewie, który pełnił funkcję głównej świątyni wojskowej dla wojsk artyleryjskich Rosji.
Doświadczenie wojny miało głęboki wpływ na młodego oficera. Leonid Cziczagow ukończył kursy medyczne, by móc w przyszłości udzielać pomocy rannym żołnierzom, prowadził badania nad leczeniem przy użyciu substancji pochodzenia roślinnego. Zainteresował się również teologią. Samodzielne studia w tym kierunku sprawiły, że postanowił złożyć dymisję ze służby i wstąpić do stanu duchownego. Z decyzją tą nie mogła pogodzić się jego żona, która ostatecznie zaakceptowała jego plany po rozmowie z Janem Kronsztadzkim.

### Kapłan

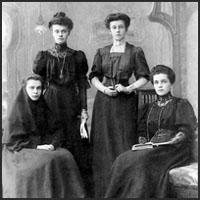
Wiera, Natalia, Leonida i Jekatierina Cziczagow. Spośród czterech córek Serafina (Cziczagowa) dwie – Natalia i Leonida – wstąpiły do żeńskich monasterów. Obie przyjęły imię zakonne Serafina. Również jego wnuczka Warwara Czorna, z tym samym imieniem, została mniszką.

15 kwietnia 1890 (lub w roku następnym) Leonid Cziczagow złożył dymisję, która została przyjęta. Następnie razem z rodziną przeniósł się na stałe do Moskwy. Tam, w cerkwi Dwunastu Apostołów w kompleksie zabudowań Kremla, 26 lutego 1893 przyjął święcenia diakońskie, zaś dwa dni później – kapłańskie. Pracę duszpasterską prowadził początkowo w parafii, w której został wyświęcony. Ze względu na zły stan techniczny świątyni, do której został skierowany, musiał sam wyłożyć na jej remont 15 tys. rubli. Za swoją pracę na rzecz cerkwi Dwunastu Apostołów został wyróżniony prawem noszenia nabiedrennika i skufii. W 1895, po ciężkiej chorobie, zmarła jego żona. W 1896 kapłan został wyznaczony na kapelana oddziałów artylerii stacjonujących w garnizonie moskiewskim, obejmując tym samym opiekę nad opuszczoną od 30 lat cerkwią św. Mikołaja w moskiewskiej dzielnicy Stary Wagankow. Ponownie jego osobisty wkład finansowy pozwolił wyremontować obiekt.
Będąc kapłanem, ks. Leonid Cziczagow kilkakrotnie pielgrzymował do monasterów w Sarowie i Diwiejewie, gdzie pod wpływem spotkań z dwiema mniszkami pamiętającymi jeszcze działalność uważanego za świętego mnicha Serafina oraz z jurodiwą Paszą Sarowską, postanowił opracować kronikę historii monasteru i życia Serafina i przyczynić się tym samym do kanonizacji mnicha. Ostatecznie opracował również kronikę monasteru w Diwiejewie, opublikowaną w 1896. W monasterze w Diwiejewie kapłan pochował również zmarłą żonę i przygotował (nigdy niewykorzystany) grób dla siebie.

### Mnich

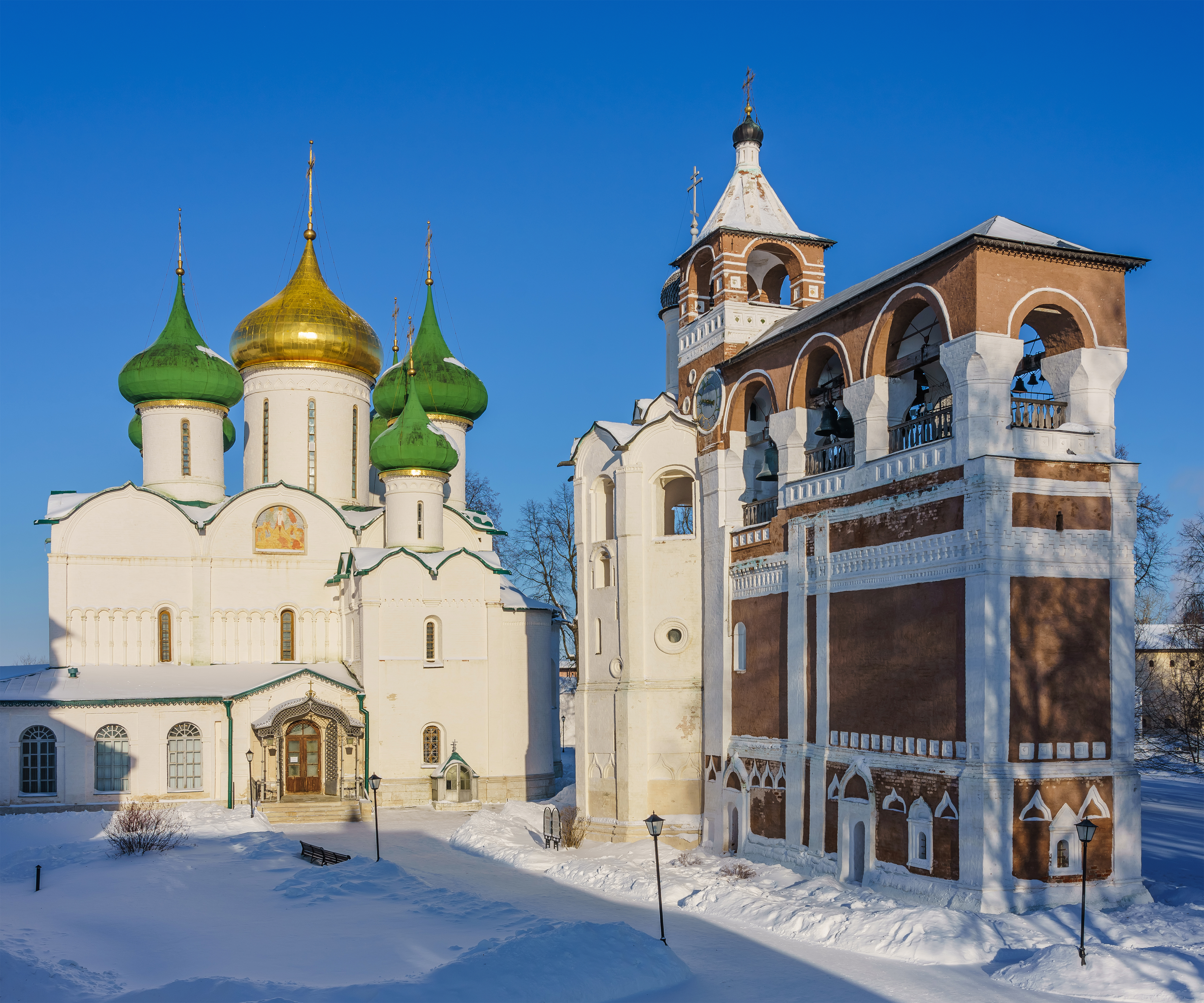
Monaster Spaso-Jewfimiejewski w Suzdalu

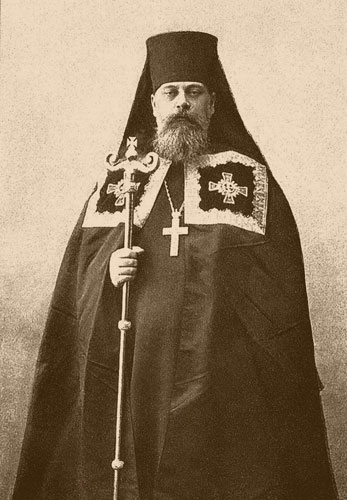
Serafin (Cziczagow) w szatach archimandryty

Po stracie żony ks. Cziczagow postanowił złożyć śluby zakonne. Córki, w wieku od 9 do 15 lat, powierzył opiece innych osób. 14 sierpnia 1898 został mnichem Ławry Troicko-Siergijewskiej, w której żył przez rok. Przyjął imię zakonne Serafin. 30 sierpnia został zwolniony z obowiązków kapelana wojskowego. Jako zakonnik opracował rys historyczny Zosimowej Pustelni Smoleńskiej Ikony Matki Bożej. W 1899 został wyznaczony na przełożonego monasteru Spaso-Jewfimiejewskiego w Suzdalu, z godnością archimandryty. W momencie objęcia przez niego obowiązków przełożonego kompleks budynków monasterskich był w bardzo złym stanie technicznym i wymagał natychmiastowej renowacji. W obiektach klasztoru byli również przetrzymywani chorzy psychicznie duchowni prawosławni. Archimandryta Serafin uzyskał od oberprokuratora Świętego Synodu 6 tys. rubli na remont miejsca odosobnienia dla duchownych i przekształcenia go w skit, sam zaś zebrał 100 tys. rubli na odnowienie monasteru.
W 1902 kronika monasteru w Diwiejewie została wydana po raz drugi. Według wspomnień metropolity Serafina po tym wydarzeniu miał mu się ukazać mnich Serafin z Sarowa i zapytać o jego życzenie. Duchowny odpowiedział mu jednak, iż pragnie tylko być obok niego. W tym momencie postać Serafina zniknęła. Publikacja pracy miała wpływ na przyspieszenie procesu kanonizacyjnego Serafina z Sarowa, na osobiste życzenie cara Mikołaja II. Archimandryta Serafin wszedł w skład komisji badającej relikwie mnicha, której przewodniczył metropolita Włodzimierz (Bogojawleński). 29 stycznia 1903, m.in. na podstawie ustaleń tejże komisji, Świątobliwy Synod Rządzący Rosyjskiego Kościoła Prawosławnego ogłosił Serafina z Sarowa świętym. Mnich Serafin (Cziczagow) wziął udział w uroczystościach kanonizacyjnych, które miały miejsce w lipcu tego samego roku w monasterze w Sarowie. Napisał również akafist ku czci nowego świętego. W tym samym roku opracował żywot świętego mnicha Eutymiusza Suzdalskiego.
Ze względu na zasługi położone w zarządzaniu klasztorem w Suzdalu oraz wysoką ocenę jego tekstów hagiograficznych został wyznaczony na przełożonego monasteru Nowe Jeruzalem. Pełniąc te zadania, archimandryta Serafin przeprowadził remont jego głównego soboru pod wezwaniem Zmartwychwstania Pańskiego.

### Biskup

#### Działalność w Rosji carskiej
10 kwietnia 1905 w soborze Zaśnięcia Matki Bożej na Kremlu moskiewskim miała miejsce jego chirotonia na biskupa suchumskiego, w której jako konsekratorzy brali udział metropolita moskiewski Włodzimierz oraz biskupi Tryfon (Turkiestanow) oraz Serafin (Gołubiatnikow). W eparchii tej trwały zamieszki związane z wydarzeniami rewolucyjnymi 1905; biskup uczestniczył w załagodzeniu konfliktów między Rosjanami a ludnością gruzińską. 6 listopada 1906 został przeniesiony na katedrę orłowską i siewską. Według własnych wspomnień na miejscu zastał ogromny chaos organizacyjny, wiele źle zarządzanych parafii oraz znajdujące się w podobnym stanie seminarium duchowne. W pierwszych miesiącach po przybyciu do Orła biskup sam odprawiał dziennie 3–4 Święte Liturgie, co było wywołane brakiem kapłanów. Za podstawę dla odnowy działalności eparchii duchowny uznał gruntowną naprawę życia poszczególnych parafii. Według jego koncepcji parafia miała być nie tylko ośrodkiem życia duchowego, ale i wspólnotą zaangażowaną społecznie. W sporządzonej później pracy na ten temat, zatytułowanej O odrodzeniu życia parafialnego pisał m.in.:

Proponuję, żeby w każdej parafii była taca na datki zbierane podczas nabożeństwa, a uzyskane kwoty przeznaczyć na pomoc dla biednych na Boże Narodzenie i Wielkanoc. Duchowni powinni wykorzystać każdą okazję, żeby apelować o pomoc dla pogorzelca albo innego cierpiącego człowieka(...) Kiedy dosięgną większe nieszczęścia, należy organizować parafialne zebrania i rozpoczynać ekonomiczną walkę, zakładać towarzystwa kredytowe, stowarzyszenia spożywców

Duchowny zachęcał również do szerszego udziału kobiet w radach parafialnych i realizowaniu przez nie zadań związanych z dobroczynną działalnością parafii, podkreślał również szczególną odpowiedzialność biskupa diecezjalnego jako wzoru dla wszystkich duchownych i koordynatora życia parafialnego. Zadania te miały spełniać rady parafialne, które biskup Serafin zakładał w parafiach swojej eparchii zgodnie z zaleceniami Świętego Synodu.
Działalność biskupa orłowskiego prowadzona w tym kierunku zyskała mu uznanie Świątobliwego Synodu Rządzącego i doprowadziła do zaliczenia go w poczet jego pomocniczych członków. Synod doszedł również do wniosku, że energiczny hierarcha powinien zostać przeniesiony do eparchii, w której sytuacja była jeszcze trudniejsza. Dlatego też 16 września 1908 dotychczasowy biskup orłowski i siewski został mianowany biskupem kiszyniowskim i chocimskim. Dwanaście dni później Serafin (Cziczagow) dotarł do Kiszyniowa. W jednym z listów nadesłanych z tego miasta skarżył się na brak duchowieństwa i personelu pomocniczego nawet w soborze w Kiszyniowie, jak również na problemy w kontaktach z ludnością, wywołane faktem, że mieszkańcy wsi, Mołdawianie, nie znali języka rosyjskiego. Mimo tego hierarcha starał się kontynuować działalność, jaką prowadził w eparchii orłowskiej, zakładając rady parafialne i działając na rzecz podniesienia poziomu pracy duchowieństwa. W czasie pracy w Kiszyniowie wydał dwa tomy swoich kazań. Przyczynił się do spopularyzowania kultu Herbowieckiej Ikony Matki Bożej. Rozbudował kompleks budynków eparchii kiszyniowskiej o dom mieszczący salę koncertową, bibliotekę, szkołę psalmistów, sklepy. Jego działalność zyskała uznanie nie tylko Świętego Synodu, ale i cara Mikołaja II. Wiosną 1909 udał się do Petersburga, by odwiedzić grób zmarłego rok wcześniej Jana Kronsztadzkiego, który pozostawał jego ojcem duchowym.

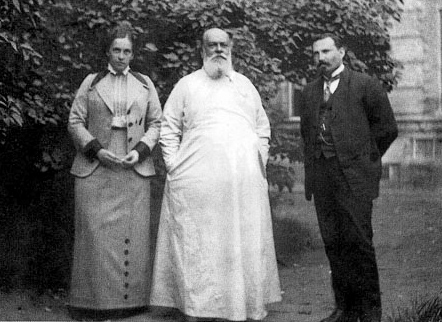
Arcybiskup twerski i kaszyński Serafin ze swoją córką Jekatieriną i jej mężem (1916)

W 1911 na polecenie Świątobliwego Synodu Rządzącego udał się do Pustelni Optyńskiej, by zbadać problemy występujące wśród mnichów żyjących w filialnym wobec niej skicie św. Jana Chrzciciela. Na miejscu stwierdził, że zarzuty łamania ślubów zakonnych przez przełożonego skitu, mnicha Warsonofiusza, były bezpodstawne. Za sprawą jego interwencji zakonnik został archimandrytą i przełożonym monasteru Starogołutwińskiego w Kołomnie.
Serafin (Cziczagow) reprezentował wyraźnie konserwatywne i monarchistyczne poglądy. W swojej działalności starał się przeciwstawić ideologiom liberalizmu i marksizmu oraz filozofii ateistycznej i ideom rewolucyjnym zyskującym poparcie wśród rosyjskiej inteligencji. Opowiadał się za zachowaniem systemu samowładztwa carskiego. Szczególnym wstrząsem była dla niego rewolucja 1905. W związku z tym hierarcha poparł Związek Narodu Rosyjskiego, zaś w wielu kazaniach i publicznych wystąpieniach otwarcie głosił jego koncepcje polityczne i społeczne, jak również zachęcał do wstępowania do organizacji.
W 1912 podniesiony do godności arcybiskupiej i przeniesiony na katedrę twerską i kaszyńską. Sytuacja w tej eparchii była znacznie lepsza niż w tych, w których służył do tej pory. Mimo tego duchowny podjął analogiczną działalność, jak na poprzednich katedrach; ponadto opublikował swoją pracę poświęconą organizacji życia parafialnego. Duchowny zajmował się również pisaniem ikon.

#### Po 1917
Jesienią (lub, według innego źródła, w końcu kwietnia) 1917 zjazd duchowieństwa i świeckich eparchii twerskiej, zwołany za zgodą Świętego Synodu, z inicjatywy Rządu Tymczasowego, ogłosił jego odwołanie z urzędu z powodu zbytniej surowości w zarządzaniu eparchią i w kontaktach z jej duchowieństwem. Święty Synod skierował wówczas do Tweru biskupa samarskiego Michała z poleceniem dokonania oceny działalności arcybiskupa. Hierarcha ten pozytywnie ocenił dotychczasową pracę duszpasterską arcybiskupa Serafina i doprowadził do ponownego głosowania uczestników zjazdu nad decyzją o jego dalszych losach, które dało wynik 142 do 136 za odejściem arcybiskupa. Zwolennicy jego odejścia przedstawiali go jako duchownego reakcyjnego, całkowicie wrogiego zachodzącym w kraju przemianom politycznym. Sam Serafin nie ukrywał, że do końca popierał zachowanie w kraju caratu. Do zjazdu napłynęło jednak również wiele listów z poparciem dla hierarchy. Zdaniem Ałły Matreńczyk duchownego skierowano w stan spoczynku z powodu faktu, iż nie poparł rosyjskiego Rządu Tymczasowego. Świątobliwy Synod Rządzący z jednej strony nie podejmował próby utrzymania arcybiskupa na dotychczasowej katedrze, z drugiej jednak – pozwolił mu na udział w obradach Soboru Lokalnego Kościoła na takich zasadach, jak innym biskupom ordynariuszom. W czasie obrad soboru Serafin (Cziczagow) pracował, jako przewodniczący, w komisji zajmującej się życiem monastycznym w Rosji.
17 września 1918 patriarcha moskiewski Tichon ze Świętym Synodem Kościoła wyznaczył arcybiskupa Serafina (Cziczagowa) do objęcia wakującej katedry warszawsko-nadwiślańskiej. Od 1915 struktura ta faktycznie nie prowadziła działalności, zaś jej zwierzchnik, arcybiskup Mikołaj, zmarł w grudniu 1915 w Petersburgu, po udaniu się na bieżeństwo. Wyjazd duchownego do Polski zablokowały jednak władze radzieckie. Następnie władze II Rzeczypospolitej odmówiły mu prawa wjazdu do kraju. Ostatecznie rząd polski zmienił zdanie w tej sprawie i był skłonny zgodzić się na przyjazd nowego prawosławnego biskupa warszawskiego. Ten ostatni zapowiedział swój przyjazd razem z dwójką kapłanów narodowości rosyjskiej oraz sekretarzem, nie protestował również przeciwko utracie przez swoją eparchię dotychczasowej katedry – soboru św. Aleksandra Newskiego w Warszawie. Ostatecznie jednak jego wyjazd z Rosji uniemożliwiło aresztowanie przez GPU. W oczekiwaniu na możliwość objęcia katedry duchowny przebywał w jednym ze skitów Ławry Troicko-Siergijewskiej, gdzie mieszkał do zakończenia wojny polsko-bolszewickiej. W 1921 patriarcha Tichon nadał mu godność metropolity. 24 czerwca 1921, na posiedzeniu odbytym pod nieobecność oskarżonego, duchowny został skazany na dwa lata zesłania do łagru w Archangielsku pod zarzutem działalności antyradzieckiej. Pozostawał jednak jeszcze przez pewien czas na wolności, śledzony przez służby bezpieczeństwa. 21 września 1921 został aresztowany i umieszczony w więzieniu Tagańskim w Moskwie.
Córki duchownego, Jekatierina i Natalia, kilkakrotnie zwracały się listownie do Michaiła Kalinina z prośbą o zwolnienie ojca, powołując się na jego podeszły wiek. Ostatecznie duchowny opuścił więzienie 16 stycznia 1922, będąc już ciężko chory. Już 25 kwietnia 1922 został ponownie zatrzymany i skazany na roczną zsyłkę do obwodu archangielskiego, pod zarzutem dalszej działalności antyradzieckiej (metropolita kontaktował się z patriarchą Tichonem w sprawie zwalczania probolszewickiej Żywej Cerkwi). W maju 1922 duchowny dotarł do miejsca odbywania kary. Mimo nowych ataków choroby, która uniemożliwiała mu samodzielne poruszanie się, starał się interesować bieżącym życiem Kościoła i korespondował ze swoimi duchowymi dziećmi. Z Archangielska przesłał m.in. list z apelem o przekazywanie kosztowności cerkiewnych na potrzeby ofiar głodu na Powołżu. Po odbyciu kary wrócił do Moskwy, gdzie pozostawał w kontakcie z mnichami Monasteru Daniłowskiego – przebywali w nim biskup Teodor (Pozdiejewski) oraz archimandryta Jerzy (Ławrow), których stanowisko w sprawie dalszych działań Cerkwi było bardzo zbliżone do poglądów metropolity Serafina. 16 kwietnia 1924 został ponownie aresztowany i osadzony w więzieniu na Butyrkach, gdzie poddano go trwającemu miesiąc śledztwu. O uwolnienie hierarchy apelował patriarcha Tichon. Ostatecznie GPU nakazało mu wybrać jeden z czynnych jeszcze klasztorów prawosławnych w Rosji, w którym chciał pozostać do końca życia. Pragnął osiąść w Diwiejewie, lecz ihumenia Aleksandra (Trakowska), przełożona żeńskiej wspólnoty, nie wyraziła na to zgody. Wówczas metropolita osiadł w monasterze Zmartwychwstania Pańskiego i Fiodorowskiej Ikony Matki Bożej w pobliżu miasta Szuja, za zgodą ihumenii Arsenii. W klasztorze tym żyła już, jako mniszka Serafina, jego córka Natalia. Serafin (Cziczagow) zrezygnował wówczas z działalności społecznej; pracował jedynie nad kontynuacją kronik klasztoru w Diwiejewie oraz zajmował się chórem monasterskim.

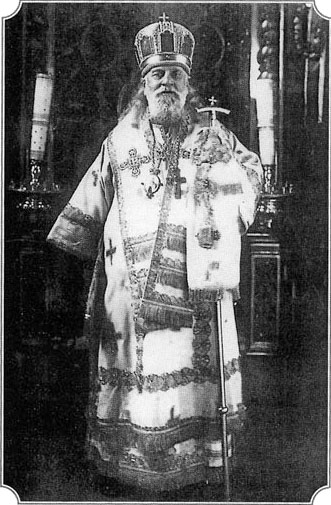
Jako metropolita leningradzki i gdowski

Zabrał głos dopiero w konflikcie o dalszy zarząd Rosyjskiego Kościoła Prawosławnego, gdy po śmierci patriarchy Tichona w 1925 władze uniemożliwiły zwołanie soboru, który wybrałby jego następcę, a następnie uwięziły wyznaczonego na locum tenens metropolitę Piotra (Polańskiego). Metropolita Serafin poparł metropolitę Sergiusza (Stragorodskiego) jako zastępcę locum tenens, a następnie przyznał rację jego deklaracji lojalności Rosyjskiego Kościoła Prawosławnego wobec władz stalinowskich. Wdzięczny za poparcie udzielone mu przez hierarchę o wysokiej reputacji wśród żyjących biskupów rosyjskich, metropolita Sergiusz wyznaczył Serafina (Cziczagowa) do objęcia urzędu metropolity leningradzkiego i gdowskiego w 1928. W eparchii leningradzkiej przeciwnicy Sergiusza (zarówno z ramienia Żywej Cerkwi, jak i przedstawiciele konserwatywnego kleru, w tym nie wspominający) byli szczególnie silni. Jako zwierzchnik tejże eparchii hierarcha starał się utrzymywać na tyle, na ile było to możliwe życie parafialne w Leningradzie, głosił konieczność częstego uczestnictwa w Świętej Liturgii. Zyskał znaczny autorytet nawet wśród duchownych, którzy nie zgadzali się z nim w sprawie stanowiska Cerkwi wobec władz państwowych. Jego starania na rzecz przywrócenia całkowitej jedności wśród duchownych i świeckich eparchii oraz całkowitego poparcia przez nich metropolity Sergiusza zakończyły się jednak niepowodzeniem, choć doprowadził do znacznego spadku parafii otwarcie mu przeciwnych.

### Odejście w stan spoczynku i śmierć

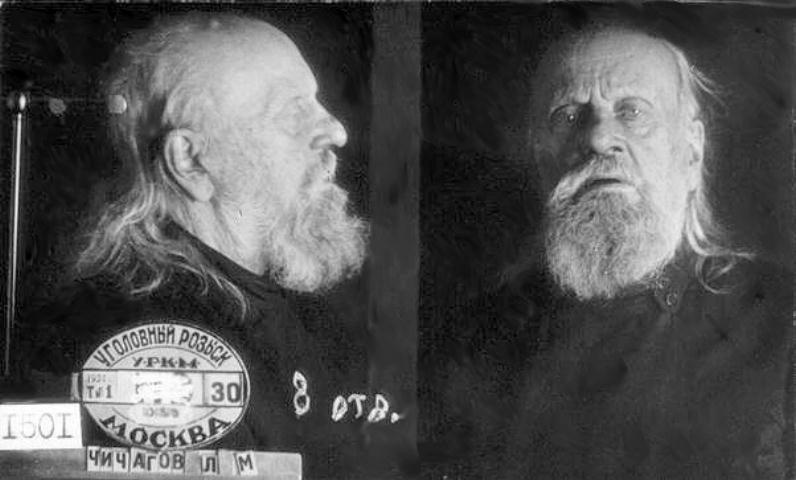
Ostatnia fotografia duchownego, wykonana w więzieniu Tagańskim w 1937

W 1933, z powodu starości, złego stanu zdrowia i potencjalnego zagrożenia aresztowaniem, metropolita Sergiusz przeniósł metropolitę Serafina w stan spoczynku. 24 października tego roku duchowny odprawił ostatnią Świętą Liturgię w Leningradzie, po czym udał się do Moskwy. Przez krótki czas mieszkał w rezydencji patriarszego locum tenens, a następnie przeniósł się do mieszkania w miejscowości Udielnaja pod Moskwą. Razem z nim przebywały dwie mniszki z klasztoru, w którym żył do 1928, był też odwiedzany przez swoje dzieci duchowe, w tym biskupów Aleksego (Simanskiego) i Arseniusza (Stadnickiego). Duchowny wzywał do pozostawania w Kościele mimo przeżywanych przez niego prześladowań i twierdził, że ten, kto nie wyprze się Cerkwi w jej ówczesnej sytuacji, będzie zbawiony. Przewidywał dalsze prześladowania prawosławnych:

Wielu obecnie z powodu prześladowań odchodzi z Cerkwi, inni nawet ją sprzedają. Ale z historii dobrze widać, że i wcześniej były prześladowania, że wszystkie one kończyły się triumfem chrześcijaństwa. Tak samo będzie i z tymi prześladowaniami. Dobiegną końca i prawosławie znowu zatriumfuje. Teraz wielu cierpi za wiarę, ale to złoto oczyszcza się w duchowym tyglu prób. Po tym będzie tylu męczenników, którzy wycierpieli za wiarę prawosławną, ilu nie pamięta cała historia chrześcijaństwa

Stan zdrowia metropolity ulegał systematycznemu pogorszeniu. Cierpiał na odwodnienie hipertoniczne oraz na chorobę serca, stopniowo tracił zdolność poruszania się. Mimo tego 30 listopada 1937 został aresztowany pod zarzutem prowadzenia agitacji monarchistycznej. W dniu zatrzymania enkawudziści musieli wynieść go z domu na noszach. Duchowny trafił do więzienia Tagańskiego; w czasie śledztwa nie przyznał się do stawianych mu zarzutów. Został skazany na karę śmierci przez rozstrzelanie. Wyrok został wykonany na poligonie Butowo najprawdopodobniej 11 grudnia 1937 (lub w lutym roku następnego).

## Kanonizacja
Serafin (Cziczagow) został całkowicie zrehabilitowany 10 listopada 1988. 23 lutego 1997 Rosyjski Kościół Prawosławny kanonizował go jako jednego z Soboru Nowomęczenników i Wyznawców Rosyjskich.

### Opracowania
- Grzegorz Jacek Pelica, Kościół prawosławny w województwie lubelskim (1918–1939), Lublin: Fundacja Dialog Narodów, 2007, ISBN 978-83-925882-0-7, OCLC 177030699. Brak numerów stron w książce

### Opracowania online
- Житие священномученика митрополита Серафима (Чичагова). Часть первая. [dostęp 2010-07-19]. (ros.).
- Житие священномученика митрополита Серафима (Чичагова). Часть первая. [dostęp 2010-07-19]. (ros.).
- Серафим (Чичагов). [dostęp 2010-07-19]. (ros.).
- Священномученик митрополит Серафим (Чичагов). [dostęp 2010-07-19]. (ros.).
- Священномученик митрополит Серафим (Чичагов) (1856-1937). [dostęp 2010-07-19]. (ros.).
- Митрополит Серафим (Чичагов): «Из рода Серафимов». [dostęp 2010-07-19]. (ros.).
- A. Matreńczyk: Święty Serafim wierny sługa świętego Serafima. Przegląd Prawosławny, sierpień 2003. [dostęp 2010-07-19]. (pol.).